# Myrmecophyes oregonensis
Myrmecophyes oregonensis är en insektsart som beskrevs av Schuh och John D. Lattin 1980. Myrmecophyes oregonensis ingår i släktet Myrmecophyes och familjen ängsskinnbaggar. Inga underarter finns listade i Catalogue of Life.